# Elke Hopfe

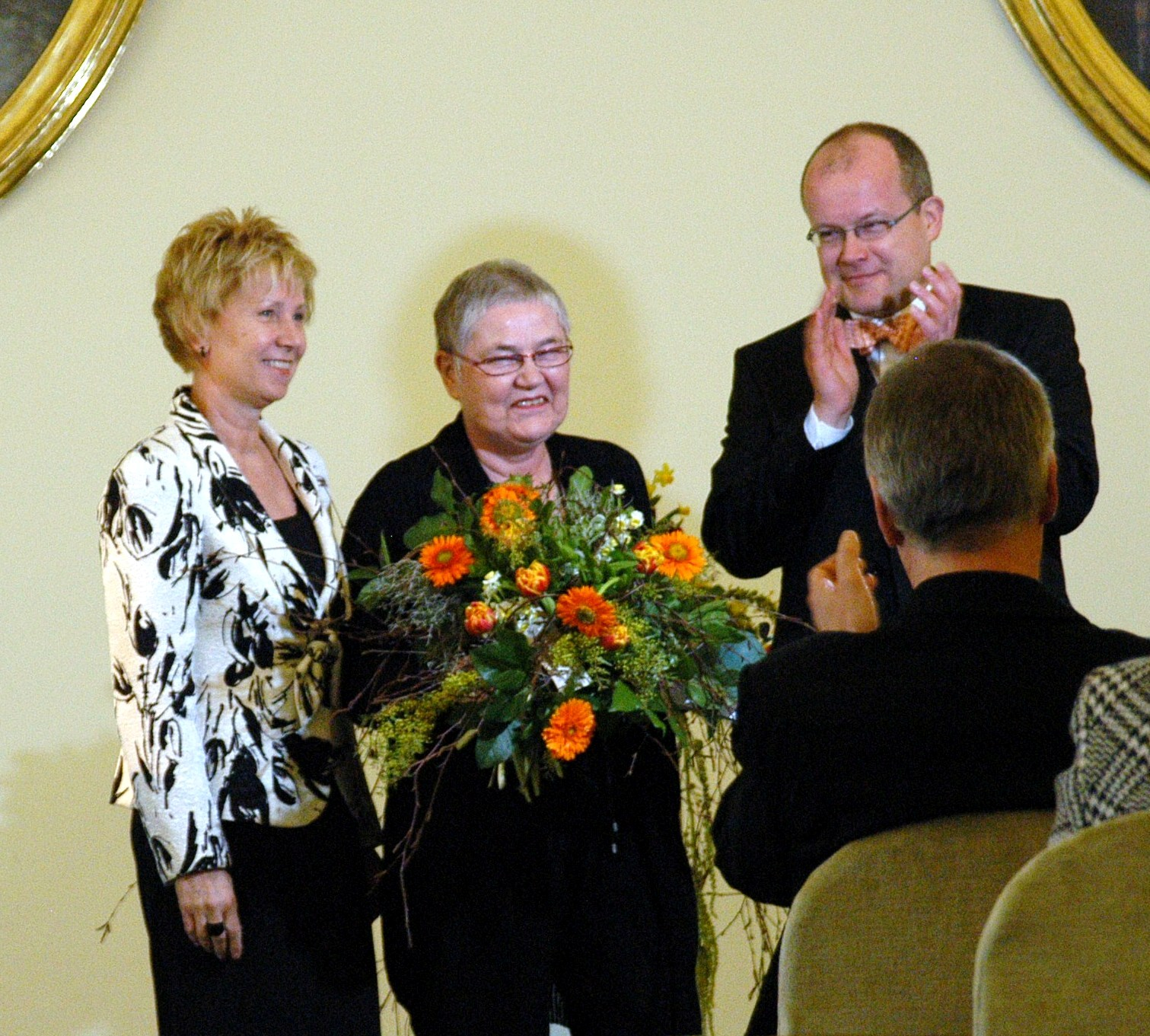
Elke Hopfe (Mitte), 2010

Elke Hopfe (* 3. April 1945 in Limbach) ist eine deutsche Grafikerin.

## Leben
Elke Hopfe machte 1963 das Abitur und absolvierte danach bis 1965 eine Lehre als Gebrauchswerberin. Von 1965 bis 1970 studierte sie an der Hochschule für Bildende Künste Dresden (HfBK) bei Günter Horlbeck und Gerhard Kettner. Von 1970 bis 1971 hatte sie eine Aspirantur bei Kettner. Von 1971 bis 1977 arbeitete sie freischaffend in Dresden. Von 1976 bis 1979 war sie Meisterschülerin Kettners.
Von 1977 bis 1989 arbeitete Elke Hopfe freischaffend in Gera. 1989 verlegte sie ihren Wohnsitz nach Dresden. Dort hatte sie 1988 eine Lehrtätigkeit an der Hochschule für bildende Künste aufgenommen, von 1992 bis zur Emeritierung 2010 als Professorin für Grafik. Seit 2012 ist Elke Hopfe in Dresden freischaffend tätig. Sie ist, in der Dresdener Tradition von Hans Theo Richter und Kettner, nahezu ausschließlich Zeichnerin, daneben auch Lithografin. Ihr Hauptthema ist der Mensch. Sie wird von der Dresdener Galerie Beyer vertreten.
Elke Hopfe beendete im Jahr 2010 ihre offizielle Lehrtätigkeit an der HfBK mit einer großen Ausstellung im Oktogon des Hochschulgebäudes.

## Ehrungen
- 1980 Preis der Ausstellung „Junge Künstler der DDR“
- 1985 Kunstpreis des Rates des Bezirks Gera

- 2010 Kunstpreis der Landeshauptstadt Dresden.

## Öffentliche Sammlungen mit Werken  Elke Hopfes (unvollständig)
- Braunschweig: Herzog Anton Ulrich-Museum[3][4]
- Cottbus: Brandenburgisches Landesmuseum für moderne Kunst
- Dresden: Sächsischer Kunstfonds[5]
- Erfurt: Angermuseum
- Frankfurt/Oder: Museum Junge Kunst
- Gera: Otto-Dix-Haus
- Leipzig: Museum der bildenden Künste Leipzig
- Neubrandenburg: Kunstsammlung Neubrandenburg

## Werke (Auswahl)

### Zeichnungen
- Alte Frau mit Kind (1980, Graphit; im Bestand des Otto-Dix-Hauses Gera)[6]
- Alter Mensch (1980, Bleistift; auf der IX. Kunstausstellung der DDR)[7]
- Mein Sohn (1981, Bleistift)[8]
- Dörthe auf Grau (1983, Bleistift;  Angermuseum Erfurt)[9]

## Ausstellungen (unvollständig)

### Einzelausstellungen
- 1983: Kunstgalerie Budyšin, Bautzen
- 1984: Neubrandenburg, Galerie am Friedländer Tor (Handzeichnungen)
- 1986: Dresden, Galerie West (Handzeichnungen)
- 1986: Weimar, Galerie im Cranachhaus (mit der Keramikerin Margot Steindorf)
- 1988:Freiberg, Kleine Galerie im Cotta-Klub (Handzeichnungen und Lithografien)
- 1990: Gera, Galerie am Markt (Grafik, Zeichnungen)
- 1991: Frankfurt/Main, Galerie Schwind (mit Detlef Reinemer)
- 1993: Fridtjof Nansen Haus, Ingelheim am Rhein
- 1994: Museum Schloss Wilhelmsburg, Schmalkalden
- 1995: Galerie Brühlsche Terrasse, Dresden
- 1995: Kunstsammlung Gera
- 1998: Galerie am Ratswall, Bitterfeld
- 2002: Galerie Beyer, Dresden
- 2004: Kunstsammlung Gera
- 2004: Galerie am Ratswall, Bitterfeld
- 2004: Galerie der Deutschen Werkstätten Hellerau
- 2005: Gera, Orangerie
- 2005: Leonhardi-Museum, Dresden
- 2005: Speyer, Städtische Galerie
- 2007: Galerie Beyer, Dresden
- 2007: Kunstsammlung Neubrandenburg
- 2008: Galerie im Turm, Berlin
- 2010: Hochschule für Bildende Künste Dresden
- 2010: Galerie Beyer, Dresden
- 2011: Neue Sächsische Galerie, Chemnitz
- 2018: Bad Steben, Grafikmuseum Stiftung Schreiner („Botond und Elke Hopfe – Kopfstücke“)
- 2022: Berlin, Inselgalerie („Passion Zeichnen“)[10]

### Teilnahme an zentralen und wichtigen regionalen Ausstellungen in der DDR
- 1972 und 1974: Dresden, Bezirkskunstausstellungen
- 1978 und 1980: Frankfurt/Oder („Junge Künstler der DDR“)
- 1979: Berlin, Altes Museum („Jugend in der Kunst“)
- 1982 und 1984: Gera, Bezirkskunstausstellungen
- 1982/1983 und 1987/1988: Dresden, IX. und X. Kunstausstellung der DDR
- 1985: Cottbus, Staatliche Kunstsammlungen („Zeichnungen in der Kunst der DDR. 1974-1984“)
- 1986: Magdeburg, Kloster Unser Lieben Frauen („Grafik in den Kämpfen unserer Tage“)
- 1987: Berlin, Ausstellungszentrum am Fernsehturm („Intergrafik“)